# 孙建国 (1977年)
孙建国（1977年1月—），内蒙古赤峰人，汉族，中国共产党党员。中华人民共和国政治人物、第十三届全国人民代表大会广东省代表、第十四届全国人民代表大会广东省代表。

## 生平
2018年，孙建国被选为广东省出席第十三届全国人民代表大会代表。2023年，被选为广东省出席第十四届全国人民代表大会代表。